# Reakcja nadwrażliwości
Reakcja nadwrażliwości, HR (ang. hypersensitive response) – mechanizm wykorzystywany przez rośliny w celu uniknięcia rozprzestrzeniania się zakażenia grzybami, bakteriami lub wirusami. Mechanizm polega na szybkim obumarciu zainfekowanych i sąsiadujących z nimi komórek. W efekcie nie dochodzi do rozprzestrzenienia się patogenu. Reakcja nadwrażliwości prowadzi do pozbawiania pasożytniczego organizmu pokarmu, uniemożliwiając mu dalszy rozwój.

## Mechanizm
Reakcja nadwrażliwości rozpoczyna się po rozpoznaniu przez organizm roślinny patogenu. Rozpoznanie patogenu polega na zależności między genami szkodliwego mikroorganizmu a genami rośliny. Czynnik wyzwalającym reakcję odpornościową jest produktem genu awirulencji (gen Avr). Komórki roślinne mają polimorficzne geny odporności (geny R). Połączenie transkryptów genów odporności i genów awirulencji prowadzi do szeregu zdarzeń kończących się zaprogramowaną śmiercią komórki, apoptozą. 
W fazie pierwszej po odebraniu sygnału o infekcji następuje wyzwolenie kaskady sygnałów. Apoplast ulega alkalizacji w wyniku usuwania jonów K+ i na pływu jonów Ca2+ i napływy do komórki jonów H+.
W fazie drugiej następuje zjawisko nazywane wybuchem oksydacyjnym, polegające na wygenerowaniu reaktywnych form tlenu (ROS). Związki te generowane są w chloroplastach, rozprzestrzeniają się w apoplaście oraz wnikają do sąsiednich komórek inicjując ich apoptozę.
Indukowana śmierć może obejmować zaledwie kilka komórek – mikro-HR lub obszar większy – makro-HR.